# Gauge (porrskådespelare)
Gauge, född 24 juli 1980 i Hot Springs, Arkansas, är en amerikansk porrskådespelerska. Hon gjorde sina första framträdanden i branschen 1999, 19 år gammal. I många av sina tidigare filmer samarbetade hon med sin dåvarande pojkvän, Mojo.
Som många andra av de porraktriser (exempelvis Taylor Rain, Aurora Snow och Belladonna) som dök upp runt 2000 är hon specialiserad på analsex. Hon har bland annat en position där hon ställer sig på händerna (och därmed är upp-och-ner) medan hon har analsex.
Hon är numera halvt tillbakadragen från branschen och levde som erotisk dansös i sin hemstat Arkansas, till alldeles nyligen, då hon återigen flyttat tillbaka till LA där hon bor tillsammans med sin pojkvän "Wankus" som är komiker och programledare på RUDE TV.